# Tiron spiniferum
Tiron spiniferum är en kräftdjursart som beskrevs av William Stimpson 1853. Tiron spiniferum ingår i släktet Tiron och familjen Synopiidae. Arten har ej påträffats i Sverige. Inga underarter finns listade i Catalogue of Life.